# Babylon (2022)
Babylon is een Amerikaanse historische komedie-dramafilm uit 2022, geschreven en geregisseerd door Damien Chazelle. De hoofdrollen worden vertolkt door Brad Pitt, Margot Robbie, Diego Calva, Jean Smart, Jovan Adepo en Li Jun Li.

## Verhaal
Het verhaal zou zich afspelen tussen 1925 en 1952 en focust zich op de overgang van stomme film naar geluidsfilm in Hollywood. Verteld door Manny Torres, een aspirant-acteur en zoon van Mexicaanse immigranten die droomt van een carrière in de Amerikaanse cinema uit de jaren twintig. Onderweg ontmoet hij vele acteergrootheden en de invloedrijke filmproducent Irving Thalberg. De sensationele showbizzjournalist Elinor St. John zou acteurs als de entertainer Lady Fay Zhu moeten ondersteunen bij de overgang naar geluidsfilm.
Een van de grootste filmsterren van deze tijd is Jack Conrad, die van vrouwen en alcohol houdt. Hoewel hij niet langer populair is met zijn meestal overdreven rollen in kostuumdrama, blijft hij enorm populair bij studiobestuurders. Als studiobaas Don Wallach een boozy party geeft, is Manny Torres er ook bij. Hij probeert alles mogelijk te maken voor de sterren en de andere feestgangers. De muzikant Sidney Palmer zorgt voor de hete jazz. Bij deze gelegenheid maakt Manny kennis met actrice Nellie LaRoy.

## Rolverdeling
| Acteur              | Personage               |
| ------------------- | ----------------------- |
| Brad Pitt           | Jack Conrad             |
| Margot Robbie       | Nellie LaRoy            |
| Diego Calva         | Manny Torres            |
| Jean Smart          | Elinor St. John         |
| Jovan Adepo         | Sidney Palmer           |
| Li Jun Li           | Lady Fay Zhu            |
| Olivia Hamilton     | Ruth Adler              |
| P.J. Byrne          | Max                     |
| Lukas Haas          | George Munn             |
| Max Minghella       | Irving Thalberg         |
| Rory Scovel         | The Count               |
| Katherine Waterston | Estelle Conrad          |
| Tobey Maguire       | James McKay             |
| Flea                | Bob Levine              |
| Jeff Garlin         | Don Wallach             |
| Eric Roberts        | Robert Roy              |
| Ethan Suplee        | Wilson                  |
| Samara Weaving      | Constance Moore         |
| Olivia Wilde        | Ina Conrad              |
| Spike Jonze         | Otto Von Strassberger   |
| Telvin Griffin      | Reggie                  |
| Chloe Fineman       | Marion Davies           |
| Phoebe Tonkin       | Jane Thornton           |
| Karen Bethzabe      | Silvia Torres           |
| Troy Metcalf        | Orville Pickwick        |
| Jennifer Grant      | Mildred Yates           |
| Patrick Fugit       | Officer Elwood          |
| Pat Skipper         | William Randolph Hearst |
| Kaia Gerber         | Starlet                 |

## Productie
In juli 2019 werd bekend dat de nieuwe film van Damien Chazelle een historisch drama zal worden over het gouden tijdperk van Hollywood. Lionsgate Films was de koploper om het project te verwerven, waarin Brad Pitt en Emma Stone zou spelen. In november van hetzelfde jaar werden de rechten om de film te distribueren overgenomen door Paramount Pictures. In januari 2020 bevestigde Pitt zijn deelname aan het project en beschreef het als een film over het tijdperk van de overgang tussen stomme films en geluidsfilms. In december 2020 verliet Emma Stone het project vanwege een druk filmschema, waarna Margot Robbie begon te solliciteren voor haar rol. In maart 2021 werd Robbie goedgekeurd voor een van de hoofdrollen. Tegelijkertijd voegden Jovan Adepo en Diego Calva zich bij de cast.
De opnames zouden medio 2020 plaatsvinden in Californië. Het filmproces begon echter pas in juli 2021. Het filmen eindigde op 21 oktober 2021.
Justin Hurwitz, die al meerdere malen heeft samengewerkt met Chazelle, componeerde de filmmuziek. Twee nummers van de partituur, "Call Me Manny" en "Voodoo Mama", werden digitaal uitgebracht op 10 november 2022, waarbij het laatste nummer werd gebruikt om de eerste trailer van de film te onderstrepen. Het soundtrackalbum werd op 9 december 2022 uitgebracht door Interscope Records.

## Release
De film ging in première op 15 december 2022 in Los Angeles en werd op 23 december 2022 uitgebracht in de Verenigde Staten.

## Ontvangst
Op Rotten Tomatoes heeft Babylon een waarde van 55% en een gemiddelde score van 6,3/10, gebaseerd op 265 recensies. Op Metacritic heeft de film een gemiddelde score van 61/100, gebaseerd op 59 recensies.

## Prijzen en nominaties
De belangrijkste:
| Jaar | Prijs                       | Categorie                                      | Genomineerde(n)                                                | Uitslag     |
| ---- | --------------------------- | ---------------------------------------------- | -------------------------------------------------------------- | ----------- |
| 2023 | Golden Globes               | Beste film – musical of komedie                | Beste film – musical of komedie                                | Genomineerd |
| 2023 | Golden Globes               | Beste acteur in een film – musical of komedie  | Diego Calva                                                    | Genomineerd |
| 2023 | Golden Globes               | Beste actrice in een film – musical of komedie | Margot Robbie                                                  | Genomineerd |
| 2023 | Golden Globes               | Beste mannelijke bijrol in een film            | Brad Pitt                                                      | Genomineerd |
| 2023 | Golden Globes               | Beste filmmuziek                               | Justin Hurwitz                                                 | Gewonnen    |
| 2023 | Critics' Choice Awards      | Beste film                                     | Beste film                                                     | Genomineerd |
| 2023 | Critics' Choice Awards      | Beste vrouwelijke hoofdrol                     | Margot Robbie                                                  | Genomineerd |
| 2023 | Critics' Choice Awards      | Beste regisseur                                | Damien Chazelle                                                | Genomineerd |
| 2023 | Critics' Choice Awards      | Beste camerawerk                               | Linus Sandgren                                                 | Genomineerd |
| 2023 | Critics' Choice Awards      | Beste productieontwerp                         | Florencia Martin & Anthony Carlino                             | Gewonnen    |
| 2023 | Critics' Choice Awards      | Beste montage                                  | Tom Cross                                                      | Genomineerd |
| 2023 | Critics' Choice Awards      | Beste kostuumontwerp                           | Mary Zophres                                                   | Genomineerd |
| 2023 | Critics' Choice Awards      | Beste grime en haarstijl                       | Beste grime en haarstijl                                       | Genomineerd |
| 2023 | Critics' Choice Awards      | Beste filmmuziek                               | Justin Hurwitz                                                 | Genomineerd |
| 2023 | British Academy Film Awards | Beste originele muziek                         | Justin Hurwitz                                                 | Genomineerd |
| 2023 | British Academy Film Awards | Beste productieontwerp                         | Florencia Martin & Anthony Carlino                             | Gewonnen    |
| 2023 | British Academy Film Awards | Beste kostuumontwerp                           | Mary Zophres                                                   | Genomineerd |
| 2023 | Satellite Awards            | Beste acteur in een komische of muzikale film  | Diego Calva                                                    | Genomineerd |
| 2023 | Satellite Awards            | Beste actrice in een komisch of muzikale film  | Margot Robbie                                                  | Genomineerd |
| 2023 | Satellite Awards            | Beste actrice in een bijrol                    | Jean Smart                                                     | Genomineerd |
| 2023 | Satellite Awards            | Beste soundtrack                               | Justin Hurwitz                                                 | Gewonnen    |
| 2023 | Satellite Awards            | Beste kostuums                                 | Mary Zophres                                                   | Gewonnen    |
| 2023 | Satellite Awards            | Beste artdirection en productieontwerp         | Florencia Martin & Anthony Carlino                             | Gewonnen    |
| 2023 | Satellite Awards            | Beste visuele effecten                         | Jay Cooper, Elia Popov, Kevin Martel & Ebrahim Jahromi         | Genomineerd |
| 2023 | Satellite Awards            | Beste geluid                                   | Steve Morrow, Ai-Ling Lee, Mildred Iatrou Morgan & Andy Nelson | Genomineerd |
| 2023 | Academy Awards (Oscars)     | Beste productieontwerp                         | Florencia Martin & Anthony Carlino                             | Genomineerd |
| 2023 | Academy Awards (Oscars)     | Beste originele muziek                         | Justin Hurwitz                                                 | Genomineerd |
| 2023 | Academy Awards (Oscars)     | Beste kostuumontwerp                           | Mary Zophres                                                   | Genomineerd |